# Gene Chandler
Gene Chandler, pseudonimo di Eugene Drake Dixon (Chicago, 6 luglio 1937), è un cantante statunitense.
Tra i suoi brani più noti vi sono Duke of Earl (1961) e Groovy Situation (1969)

## Discografia parziale
- 1962 - The Duke of Earl
- 1965 - Live on Stage in ‘65
- 1967 - The Girl Don't Care
- 1967 - The Duke of Soul
- 1968 - There Was a Time
- 1969 - The Two Sides of Gene Chandler
- 1970 - The Gene Chandler Situation
- 1971 - Gene and Jerry – One & One (con Jerry Butler)
- 1978 - Get Down
- 1979 - When You're Number One
- 1980 - '80
- 1981 - Here's to Love
- 1985 - Your Love Looks Good on Me
- 1995 - Tell It Like It Is